# Засурский, Ясен Николаевич
Я́сен Никола́евич Засу́рский (29 октября 1929, Москва — 1 августа 2021, там же) — советский и российский литературовед, доктор филологических наук (1967), профессор (1968). Декан факультета журналистики МГУ им. М. В. Ломоносова с 1965 по 2007 год, президент факультета журналистики МГУ с 2007  по 2021 год. Заслуженный журналист Российской Федерации (2018).

## Биография

### Ранние годы
Родился 29 октября 1929 года в Москве. По собственным словам, родители хотели дать ему революционное имя «Револь», но затем мама назвала его «Ясен» в честь ясных глаз его отца.
Ясен запомнил события после заключения пакта о ненападении между СССР и Германией, когда его дед по матери, Фёдор Макарович Макаров, предсказывал стычку с немцами. Дед умер 5 декабря 1941 года, при отпевании на Ваганьковском кладбище гроб подскакивал от взрывов, так как Москву жёстко бомбили. Затем семья была эвакуирована, а когда в мае 1943 года вернулась в Москву из эвакуации, Ясен возобновил учёбу в седьмом классе и в 1944 году сдал вступительные экзамены на английский факультет Московского государственного педагогического института иностранных языков им. М. Тореза. Разрешив вундеркинду посещать лекции, ректорат потребовал у него школьный аттестат. Засурский вынужден был закончить школу экстерном и в 1945 году был зачислен в институт сразу на второй курс, окончив его в 1948 году. Специализировался на изучении американской литературы, в чём ему помог профессор М.О. Мендельсон. В аспирантуре его руководителем  стал  профессор Роман Михайлович Самарин.  Журналистику Засурский осваивал под началом декана филфака МГУ Н.С. Чемоданова и блестящего лингвиста К.И. Былинского.

### Научная работа
В 1951 году защитил кандидатскую диссертацию «Путь Теодора Драйзера к коммунизму». В 1951—1953 годах работал научным редактором в Издательстве иностранной литературы. С 1953 начал работать на незадолго до этого созданном факультете журналистики МГУ. С 1955 года — заведующий кафедрой зарубежной журналистики и литературы, которой он руководил всю жизнь, свыше 64 лет.
С 1958 года Засурский стажировался во Франции по линии ЮНЕСКО: читал лекции и повышал квалификацию   в международном центре подготовки преподавателей журналистики в Страсбурге, которым руководил Жак Леоте.  Там  Ясен Николаевич познакомился с американцами: главой международной ассоциации преподавателей-исследователей СМИ профессором Никсоном и исследователем Джорджем Гербиер, который изучал развитие СМИ в разных системах и, в частности, делал сравнительный анализ венгерской «Népszabadság» и «Правды», выдвинув тезис о том, что пресса не может быть независимой, но способна быть автономной. Ещё один американец, антифашист Герберт Шиллер, запомнился Засурскому как критик материализации общественного сознания. Во Франции Ясен Николаевич наблюдал приход Де Голля к власти и вспышки террора, когда члены ОАС применяли пластиковые бомбы. Тогда же он впервые увидел, как работает телевидение, которое в СССР делало первые шаги.

В 1965—2007 — декан, а с 2007 — президент факультета.
"Деканом я стал в 35 лет. В ЦК КПСС хотели прислать на эту должность своего человека, но коллектив факультета очень активно выступил против. Выбрали меня. Это был 1965 год. Я не хотел быть деканом, но проработал в этой должности 42 года". Я. Засурский
Доктор филологических наук с 1967 года. Тема диссертации: «Американская литература XX века». Профессор с 1968 года. С 1995 года по 1999 год был председателем Комиссии по лицензированию радио- и телечастот. Автор более 200 научных работ, в том числе 16 монографий.
Входил в редакционную коллегию журнала «Индекс/Досье на цензуру».
До 1989 года увлекался велосипедным спортом, до 80 лет ежедневно совершал пробежки, поддерживая физическую форму. С 2002 по 2007 возглавлял Жюри ежегодного Конкурса им. Владимира Мезенцева «Юные журналисты России», а после — выступил председателем Попечительского совета конкурса.

### Деятельность на факультете журналистики МГУ
Засурский был деканом факультета журналистики на протяжении 42 лет, в годы его пребывания в должности журфак МГУ стал одним из ведущих центров подготовки работников СМИ и выпустил свыше 30 тысяч специалистов.
Засурский возглавлял кафедру зарубежной журналистики и литературы и приложил большие усилия к интернационализации образования. По его приглашению в Москву в 1968 году для участия в конференции по новым технологиям приехали американцы Гербиер и Шиллер, финский исследователь Норденстренг.
В тот год Засурский лично наблюдал  студенческую революцию во Франции, когда студенты захватили Сорбонну, обвиняли профессоров в том, что они прислужники власти, бунтовали против общества потребления, заявляя, что не хотят жить ради телевизоров и стиральных машин.
В 1969 году Ясен Николаевич был свидетелем аналогичного бунта в Америке, которым был парализован весь Колумбийский университет, кроме школы журналистики. Этот феномен советскому гостю объяснили тем, что студенты знают: в газетах, где им предстоит работать, бунтари не нужны, а в нелегальной  прессе они подвизаться не планировали.
В 1990 году Засурский задумал издание книги о русской и американской литературе совместно с американцами. Книга не вышла, однако в ходе её подготовки были организованы ежегодные поездки российских и американских писателей и учёных друг к другу, что, по мнению декана факультета, открыло для него новые перспективы. На факультете в связи с изменением общественного строя начали преподавать новые курсы: реклама, пиар, экономика и т.д. Были созданы немецкий, французский, финский центры журналистики, где преподают представители этих стран. Испанский, японский, индийский и другие центры позволяют изучать разные культуры. «Это давнее свойство русской культуры — не противопоставлять себя другим, но впитывать лучшее и с Востока, и с Запада, от этого русская литература и культура становились только богаче. Поэтому у нас по-прежнему изучают и Гомера, и Флобера, и Джойса, и современных авторов» — подчёркивал декан.
Своей заслугой он считал интеллигентное воспитание студентов, которым читали лекции преподаватели, значимые с точки зрения их гражданской позиции:  литературу — Андрей Синявский, Галина Белая, Анатолий Бочаров, социологию — Борис Грушин, Юрий Левада. «Эдуард Григорьевич Бабаев, Кучборская, Ковалёв, Шведов... каждый по-своему учили свободе мысли, уважению к свободному слову, к общечеловеческим вечным ценностям. И студенты читали то, что хотели. Удалось их в какой-то степени оградить от ретроградности, даже при тех рамках, которые были».
Многие выпускники журфака 1970—1980-х годов создавали современную российскую журналистику и телевидение в годы перестройки, хотя Засурский считает, что журналистика не выдержала испытания свободой: «Вместо свободы многие искали вседозволенности и воли, а особенность свободы в том, что она обязательно требует ответственности. Не перед президентом, правительством и профессором, а перед своей совестью. Это самый высокий уровень ответственности в политике и журналистике». Если в период перестройки медиа были основными пропагандистами демократических ценностей и сыграли решающую роль в либерализации общества, отмечала исследователь Университета Тампере Светлана Пасти (Юшкевич), то затем превратились в инструмент политической и даже внутриклановой борьбы. «Развитие рыночной экономики в сфере масс-медиа всё ещё не очень успешно. Антимонопольные законы не работают: нет справедливой конкуренции», — признавал Я. Н. Засурский.
23 ноября 2007 года профессор Засурский по собственному желанию ушёл в отставку с поста декана и стал президентом факультета журналистики МГУ. Должности президента на факультете ранее не существовало. Президент факультета журналистики будет «осуществлять контроль качества подготовки специалистов и научных исследований, определять стратегию международных связей факультета, осуществлять консультации по принципиальным вопросам развития факультета, укреплять связи с медиаиндустрией, развивать творческие и этические принципы профессии», как это записано в проекте «Положения о президенте факультета». Исполнять обязанности декана факультета журналистики, по решению Учёного совета МГУ от 6 ноября 2007 года стала профессор, ученица Ясена Николаевича Елена Вартанова. 25 июня 2008 года Учёным советом факультета журналистики она была избрана новым деканом.
В последнее время профессор Засурский читал на факультете журналистики МГУ лекции по следующим курсам: «Введение в мировую журналистику», «История зарубежной журналистики», «Современные зарубежные СМИ», «История зарубежной литературы XX века: Великобритания и США», ведёт ряд спецсеминаров и спецкурсов. Он видел, что российские специалисты «ушли на периферию мировой интеллектуальной дискуссии» и считал, что возвращаться к осмыслению мировых проблем придётся, как бы это ни было болезненно. Однако его радовало, что опросы старшекурсников журфака показывали, что по окончании они в первую очередь хотели бы найти интересную работу по специальности, тогда как на других факультетах чаще мечтали о высокооплачиваемой работе.
В 2004 году издательство «Журналист» выпустило книгу «Человек-факультет» о Ясене Засурском.
До последних лет жизни легендарный декан начинал утро с газет: «Известий», «Независимой»; «Московского комсомольца», выделяя среди авторов  Мишу Ростовского, Юлию Калинину, Всеволода Овчинникова, Ирину Петровскую. С 1946 года он постоянно слушал «Би-би-си» и считал её прекрасной школой объективной информационной журналистики, смотрел CNN и BBC World.

### Смерть
Скончался в Москве 1 августа 2021 года на 92-м году жизни. Захоронение праха состоялось 9 сентября на Троекуровском кладбище.

## Семья
Отец, Николай Васильевич Засурский (настоящая фамилия Сторожев; 1897—1966), работал в Госстандарте СССР. Мать, Татьяна Фёдоровна Макарова (1905—1993), была заместителем директора издательства литературы на иностранных языках. Родители познакомились в Польше, где отец Засурского работал советским представителем в Совкульторге, а мама была машинисткой-стенографисткой в посольстве.
Был женат на Светлане Шерлаимовой (1927—2019). Имел сына и двоих внуков, один из которых, Иван Засурский, возглавлял кафедру новых медиа и теории коммуникации на факультете журналистики МГУ.

## Личность
Преподаватели и студенты факультета журналистики относились к своему декану с большим пиететом, и он заслужил его, во все годы выступая арбитром и защитником своего коллектива. Студенты отмечали изысканные манеры Засурского: один из немногих преподавателей-мужчин при встрече с дамами он неизменно целовал им руку.
«Подход ко всем был объективным, ровным и справедливым. Без вины никого не наказывали. Наоборот, пытались закрывать глаза на мелкие шалости и провинности, как в моём случае. Без строгости, наверное, нельзя воспитать настоящих асов профессии, которых факультет журналистики МГУ выпестовал явно больше, чем какой-либо иной вуз в стране», — написал о Засурском спецкор «Новых известий» и «МК» Саид Бицоев.
Засурский отстоял одного из основателей кафедры телевидения и радио Рудольфа Борецкого в его конфликте с могущественным председателем Комитета по телевидению и радио С. Г. Лапиным по поводу книги «Телевизионная программа», в которой Борецкий отразил зарубежный опыт и выдвинул новаторскую концепцию многопрограммного телевидения в СССР. Лапин негативно воспринял идеи Борецкого, воплотившиеся в жизнь спустя десятилетия, постаравшись закрыть ему все карьерные и научные возможности. Декан факультета журналистики Я. Н. Засурский не внял рекомендациям начальства и не только оградил Борецкого от нападок, но и позволил ему с успехом защитить докторскую диссертацию, а затем откомандировал на продолжительное время в Польшу на преподавательскую работу по договору с Силезским и Варшавским университетами.
Засурский более 25 лет дружил с Габриэлем Гарсиа Маркесом, с которым познакомился в ЮНЕСКО в конце 1970-х годов, когда они вместе работали в  комиссии по коммуникациям. Комиссия  подготовила издание книги «Много голосов — один мир». Засурскому нравилась в Маркесе быстрая реакция на новые идеи и технологии. Магия его текстов, по признанию писателя, создавалась в процессе правки  набранного на компьютере и распечатанного текста. Засурский впоследствии встречался с Маркесом на Кубе и много лет состоял с ним в переписке.

## Цитаты
«Сократ говорил о том, что человек всегда должен сомневаться, поскольку сомнение развивает сознание. Умение сомневаться, не принимать всё на веру — одно из самых важных качеств журналиста».
«Уровень свободы слова сейчас и 20 лет назад примерно одинаковый. Всё зависит не от власти, а от самого журналиста: если он профессионал, он найдёт возможность высказать своё мнение».
«Наша пресса во многом более свободна, чем американская и вообще западная. Американская пресса очень жёстко управляется, несмотря на существование первой поправки к Конституции США. Посмотрите, какое противостояние идёт между ведущими американскими СМИ, между CNN и Трампом, посмотрите, как освещается в британских газетах история с отравлением Скрипалей. Они потеряли здравый смысл, и это просто позорная ситуация для западной журналистики, которая всегда считалась демократичной и объективной».
«Как ни странно, цифровую журналистику проще держать под контролем, чем традиционную бумажную. Сайт можно легко заблокировать».
«Наша главная проблема в том, что в период новой революции (иначе говоря, перехода к рынку) на первый план не были выдвинуты общечеловеческие ценности и идеалы, идеи свободы и человечности. Высшие ценности человека по сравнению с машиной. Маркс призывал в своё время освободить человека от отчуждения — у нас именно это отчуждение и произошло. Во главу угла встало всё сиюминутное, потребительское, причём большинство не имеет возможности потреблять. Появились возможности купить новую технику, но идеалов нет».
«К сожалению, у нас сама концепция подлинной свободы — во имя человека — не получила развития, её растоптала коммерция... Сегодня у нас есть свобода порнографии, сквернословия, свобода продавать свой талант. По  большому счёту, мы потеряли свободу раскрытия своей духовности...  Информации вообще много. Но при всём том журналистика не смогла быть ответственной на уровне Аграновского. А ведь он писал до победы демократических идей, и у него было чувство меры и чувство такта».

## Научные работы
- «Теодор Драйзер — писатель и публицист» (1957)
- «История зарубежной литературы» (1959)
- «История зарубежной журналистики» (1959)
- «Журналистика в политической структуре общества. Некоторые проблемы политической организации системы средств массовой информации и пропаганды» (1975)
- «Теодор Драйзер. Жизнь и творчество» (1977)
- «Марк Твен и его роль в развитии американской реалистической литературы» (1987)
- «История печати. Антология» (2001)
- «Система средств информации России» (2003)
- «Искушение свободой. Российская журналистика: 1990—2007» (2007)
- «Коммуникация в обществе знаний. Российская журналистика 2008—2013» (2013)
- «Современные зарубежные СМИ» (2013)

## Издательские проекты
Под крылом журфака была создана радиостанция «Эхо Москвы»: Засурский и его коллеги помогли привлечь ресурсы и финансирование Моссовета, «Огонька» Коротича, Ассоциации радио СССР. Собрав деньги на подготовку первых передач, учредители затем обратились к Гусинскому, в «Газпром». Засурский считал радиостанцию одной из лучших в России, которая порой «наступает себе на горло, чтобы дать высказаться оппонентам».
По инициативе Засурского издавались сборники материалов его любимых журналистов: Юлии Калининой, Ирины Петровской.

## Память
В МГУ под председательством ректора В.А. Садовничего была создана комиссия по увековечиванию памяти Ясена Засурского. Среди нереализованных предложений можно выделить стипендию для студентов, памятник на балюстраде факультета и присвоение имени Ясена Засурского факультету журналистики. 

### Премия имени Ясена Николаевича Засурского
Союз журналистов России объявил об учреждении Премии имени Я.Н. Засурского после смерти профессора. Её предлагалась вручать деканам и преподавателям факультетов журналистики страны. Её получили: декан журфака МГУ Е.Л Варанова, декан факультета журналистики Воронежского гос. университета В.В. Тулупов, директор Высшей школы журналистики и массовых коммуникаций СПбГУ А.С. Пую, декан факультета социальных технологий Президентской академии в Санкт-Петербурге О.С. Кузин.

### «Золотой гонг» – конкурс журналистов имени Ясена Засурского
Альянс руководителей региональных СМИ организует Всероссийский конкурс журналистов имени Ясена Засурского «Золотой гонг». Его проведение поддерживает Министерство цифрового развития, связи и массовых коммуникаций Российской Федерации. Соревнование проводится с 1994 г., а имя профессора Ясена Засурского получила в 2022 г.

### Ясен Засурский: «Счастье — в борьбе и преодолении»
Издательство «Молодая гвардия» в серии Жизнь замечательных людей выпустила книжку «Ясен Засурский: "Счастье — в борьбе и преодолении"».  Автор биографии – ученик и коллега по кафедре зарубежной журналистики журфака МГУ, профессор Института медиа НИУ ВШЭ Г.В. Прутцков. О планах издания книги было объявлено в 2021 г.

## Награды и звания
- Орден «За заслуги перед Отечеством» IV степени (29 октября 1999 года) — за большой личный вклад в подготовку высококвалифицированных кадров для отечественной журналистики[33]
- Орден Дружбы (18 января 2005 года) — за заслуги в научной и педагогической деятельности и большой вклад в подготовку высококвалифицированных специалистов[34]
- Орден Трудового Красного Знамени (1980)
- Два ордена «Знак Почёта» (1961 и 1976)
- Кавалер ордена Академических пальм (2002, Франция)
- Орден Дружбы (2012, Вьетнам)
- Заслуженный журналист Российской Федерации (27 декабря 2018 года) — за заслуги в развитии отечественной журналистики и многолетнюю плодотворную работу[35]
- Почётная грамота Президента Российской Федерации (20 апреля 2011 года) — за заслуги в научно-педагогической деятельности и большой вклад в подготовку квалифицированных специалистов[36]
- Премия Правительства Российской Федерации в области средств массовой информации (17 декабря 2015 года) — за персональный вклад в развитие средств массовой информации[37][38]
- Дважды лауреат Ломоносовской премии (1976, 1998), лауреат премию «Триумф»
- Заслуженный профессор МГУ (2003)
- Золотая медаль ЮНЕСКО имени Махатмы Ганди
- Почётная грамота Московской Городской Думы (13 сентября 2000 года) — за заслуги перед городским сообществом[39]